# Krebskanon
Ein Krebskanon oder retrograder Kanon ist ein musikalisches Palindrom, das heißt ein Kanon, der rückwärts gleich klingt wie vorwärts. Eine Stimme trägt die Melodie vorwärts, die andere Stimme trägt sie rückwärts, im Krebs, vor. Beim Spiegelkanon oder inversen Kanon hingegen wird nicht vertikal, sondern horizontal gespiegelt, so dass die Stimmen die Intervalle in entgegengesetzte Richtungen spielen (Umkehrung).
Eine weitere Form, die beides kombiniert, ist der Spiegelkrebs- oder Tischkanon, bei dem die Sänger oder Spieler einander gegenübersitzen und in den entgegengesetzten Ecken desselben Notenblattes zu beginnen haben. Dieser retrograd-inverse Kanon ist dann nicht achsen-, sondern punktsymmetrisch zur Satzmitte.
Ein bekannter Krebskanon findet sich im Musikalischen Opfer von Johann Sebastian Bach. 
Das Motiv des Krebskanons wurde später auch von M. C. Escher spielerisch in grafischer Form dargestellt.